# دون كلارك (لاعب كرة قدم كندية)
دون كلارك (بالإنجليزية: Don Clark)‏ هو لاعب كرة قدم كندية أمريكي، ولد في 27 ديسمبر 1936 في آكرون في الولايات المتحدة.

## وصلات خارجية
- دون كلارك على موقع JustSportsStats.com (الإنجليزية)